# Трепан

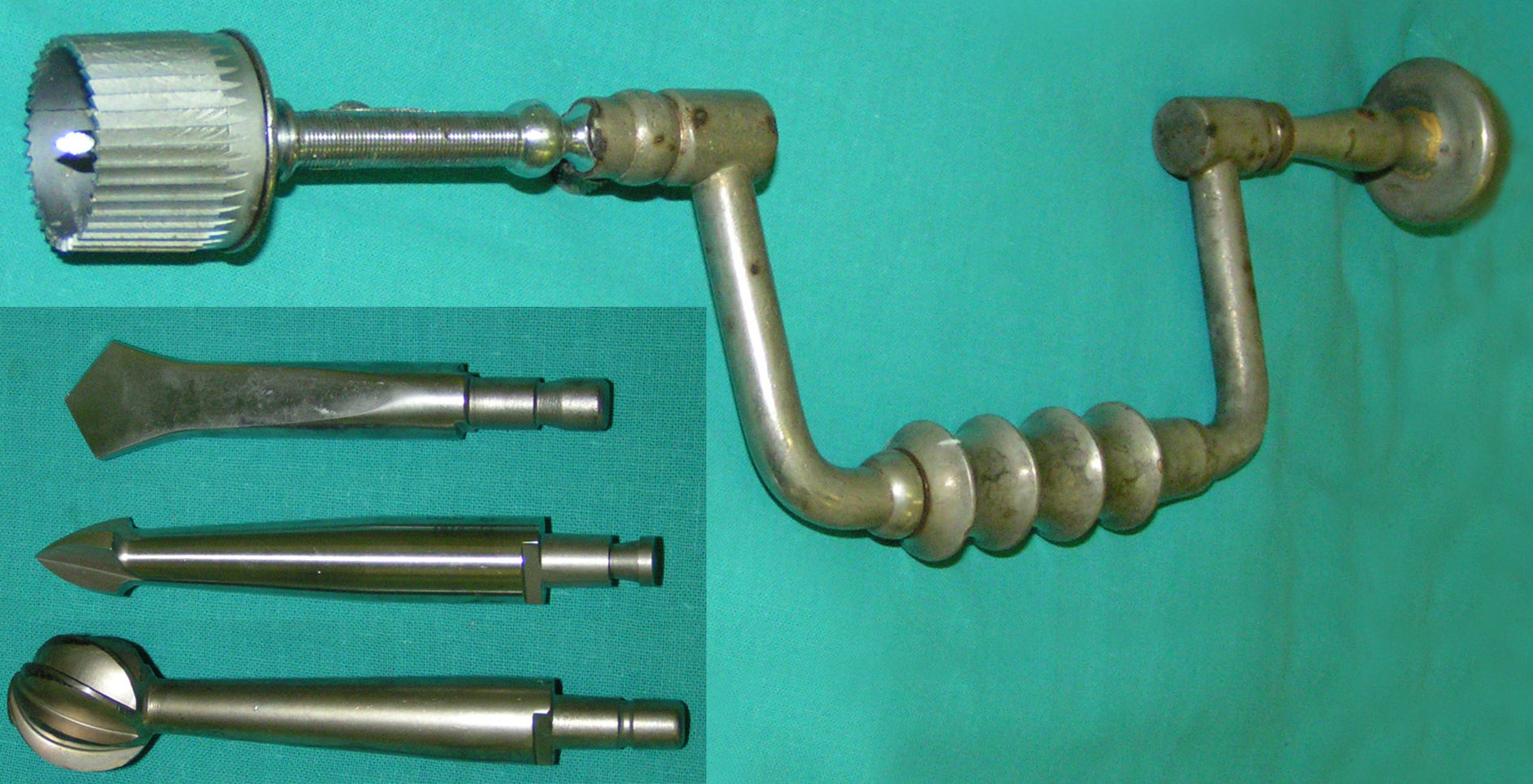
Ручний трепан з різними насадками.

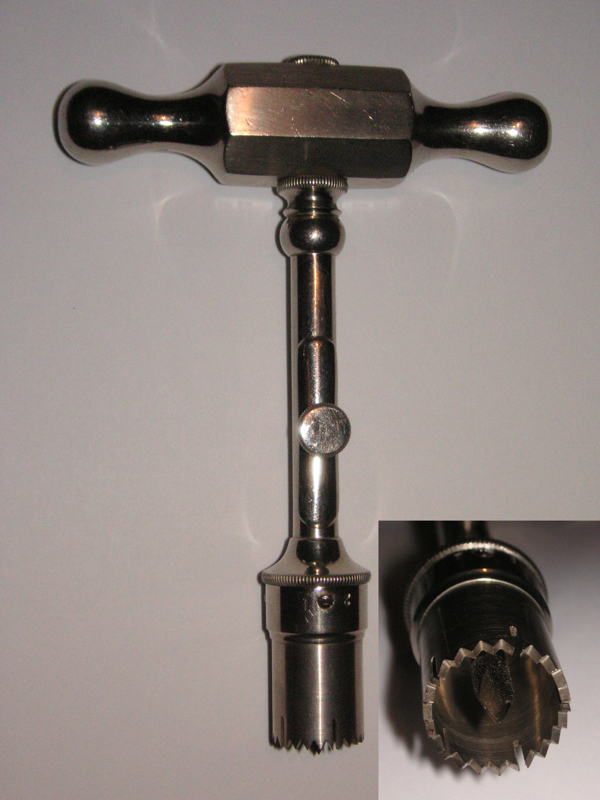
Трепан середини XX ст.

Трепа́н (фр. trépan від грец. τρύπανον — «свердло») — хірургічний інструмент, призначений для утворення невеликих отворів у кістці чи іншій щільній тканині.
Історично трепан являв собою коловорот з робочою частиною у вигляді порожнистої зубчастої коронки, призначався він для свердління трепанаційних отворів у кістці склепіння черепа. Сучасні трепани можуть приводитися в дію електромотором (електротрепан).
Використовується для операцій на кістках (зокрема, трепанації). Спеціальні трепани використовуються для біопсії кісткового мозку.